# Département Sinfra
Das Département Sinfra ist eine Départament der Region Marahoué im Distrikt Sassandra-Marahoué, Elfenbeinküste.

## Demographie
Im Jahr 2014 hatte es 238.015 Einwohner.

## Politik
Sein Sitz ist die Siedlung Sinfra. Die Unterpräfekturen des Departements sind Bazré, Kononfla, Kouétinfla und Sinfra.

## Geschichte
Die Abteilung Sinfra wurde 1988 als Unterabteilung der ersten Ebene durch eine Abspaltung von der Abteilung Bouaflé geschaffen.
1997 wurden die Regionen als neue Unterabteilungen der ersten Ebene der Elfenbeinküste eingeführt; in der Folge wurden alle Abteilungen in Unterabteilungen der zweiten Ebene umgewandelt. Das Département Sinfra wurde in die Region Marahoué aufgenommen.
Im Jahr 2011 wurden die Distrikte als neue Unterabteilungen erster Ebene der Elfenbeinküste eingeführt. Gleichzeitig wurden die Regionen neu organisiert und zu Unterabteilungen zweiter Ebene und alle Départements zu Unterabteilungen dritter Ebene umgewandelt. Zu diesem Zeitpunkt blieb das Département Sinfra Teil der beibehaltenen Region Marahoué im neuen Distrikt Sassandra-Marahoué.